# Rastislav Šuštaršič
Rastislav Šuštaršič, slovenski jezikoslovec, * 24. oktober 1953, Ljubljana, † 2. marec 2014, Ljubljana.
Rodil se je v Ljubljani, kjer je končal osnovno šolo in Gimnazijo Poljane. Diplomiral je na Filozofski fakulteti Univerze v Ljubljani leta 1978, iz angleškega ter iz francoskega jezika in književnosti.
V letih 1979-84 je bil zaposlen na Radiu Ljubljana kot dokumentalist-informator, v letih 1984-87 pa na Unesco Mednarodnem centru za kemijske študije (Oddelek za kemijsko izobraževanje Fakultete za naravoslovje in tehnologijo), kot lektor za angleški jezik. 
Leta 1987 se je zaposlil na Filozofski fakulteti v Ljubljani, na Oddelku za germanske jezike in književnosti kot mladi raziskovalec in se vpisal na podiplomski študij na področju angleškega jezika in jezikoslovja. Magistriral je leta 1989 z nalogo Prevzemanje angleških slovarskih enot v slovenščino – fonološko prilagajanje, doktoriral pa leta 1993 z disertacijo Kontrastivna analiza angleške in slovenske stavčne intonacije. 
Leta 1995 je bil izvoljen v naziv docent angleškega jezika, leta 2000 v naziv izredni profesor, leta 2006 pa v naziv redni profesor za področje angleškega jezika.
Leta 2000 je tri mesece deloval v Angliji, na Univerzi v Manchestru, kot raziskovalec na področjih angleške in eksperimentalne fonetike ter splošne fonologije. 
Njegovo pedagoško delo na Filozofski fakulteti obsega predavanja in seminarje na Oddelku za anglistiko in amerikanistiko na dodiplomski stopnji (angleška fonetika in fonologija, angleška dialektologija, angleško-slovensko prevajanje) in na podiplomski stopnji (semantika).  
Na seminarjih in študijskih obiskih v tujini se je izobraževal in raziskoval na področjih angleške fonetike in fonologije (Inštitut za fonetiko v Hamburgu, University College London, Univerza v Leidnu, Nizozemska, Univerza v Manchestru), akustične fonetike (Univerza v Manchestru), splošne fonetike in fonologije (Univerza v Manchestru in Univerza na Dunaju), računalniško podprtega učenja in poučevanja angleščine (Saffron Walden, Anglija, American Seminar – Salzburg) ter poučevanja prevajanja in tolmačenja (Edinburgh, Germersheim - Nemčija, Bruselj, Graz, Köbenhaven). Na več mednarodnih znanstvenih konferencah in kongresih je imel referate.
Bil je odgovorni nosilec raziskovalne naloge pri Znanstvenem inštitutu Filozofske fakultete Angleško-slovenska in francosko-slovenska kontrastivna analiza – fonetika, fonologija in prozodija. Sodeloval je pri raziskovalnih nalogah na področju angleščine za posebne namene (Tehnično usmerjanje angleščine na srednji stopnji, v okviru projekta  Jezik v slovenskih znanstvenih besedilih), na področju angleško-slovenske primerjave rabe glagolskih oblik (Kontrastivna analiza angleških in slovenskih neosebnih glagolskih oblik)in na področju hrvaško-slovenske kontrastivne lingvistike (projekt Slovenščina in hrvaščina v psiholingvističnem in sociolingvističnem stiku). Bil je odgovoren tudi za anglistični del raziskovalnega programa Teoretične in aplikativne raziskave jezikov: kontrastivni, sinhroni in diahroni vidiki). 
Od leta 1997-2006 je bil vodja katedre za angleški jezik, od leta 1998-2006 namestnik predstojnice oddelka, od leta 2006 do 2010 pa predstojnik Oddelka za anglistiko in amerikanistiko Filozofske fakultete Univerze v Ljubljani. 